# 烏茨約基

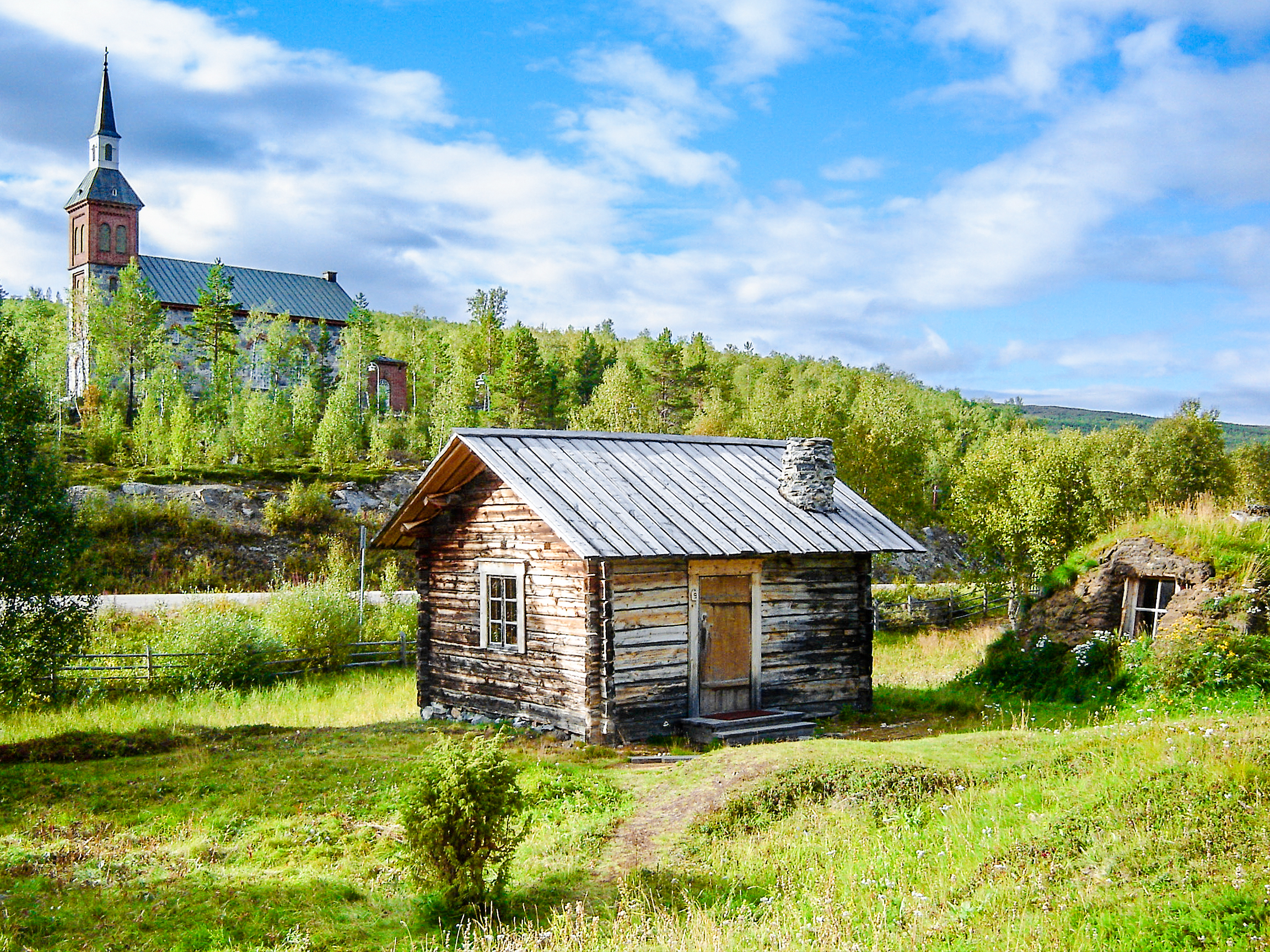
烏茨約基教堂和小木屋

烏茨約基（芬蘭語：Utsjoki）是芬蘭最北部的市鎮，位於拉普蘭區内，与挪威及另一芬兰市镇伊纳里接壤。该市镇始建於1876年，距離首都赫爾辛基1089公里，面積5,372平方公里，其中水域面积为226.02平方公里。2019年1月底时人口数量为1,235，人口密度為每平方公里0.24人。
乌茨约基有两种官方语言：芬兰语和北萨米语。它是芬兰萨米语人口比率最多的市镇：43.9%居民的母语为萨米语。
芬兰—挪威国境线沿着流入北冰洋的泰诺河（塔纳河）。由于河里有很多鲑鱼，因此该河是休闲垂钓的好去处。诺尔加姆是芬兰乃至欧盟最北的村庄，也是世界上最北部的陆地过境点。
乌茨约基位于芬兰最长国道4号国道的最北端。欧洲E75公路则跨过萨米桥延伸至挪威。
在乌茨约基极昼从5月17日开始直至7月28日（73天），极夜则从11月26日到1月15日（51天）。

## 外部連結
- 烏茨約基市镇官方网站 （页面存档备份，存于） （文） （北薩米語）
- Hotel Luossajohka Utsjoki （页面存档备份，存于） （文）